# Георги Банков (футболист)
Георги Димитров е футболист, роден в Пловдив през 1989 г.
Когато е 6-годишен, заминава за Испания, където постъпва в спортен лагер, по-късно завършва IES Veles e Vents Gandía. На 14 години дебютира за CD Guadalajara, има изиграни 24 мача с фланелката на Guadalajara, отбелязва 9 гола, през втората половина на сезона остава на резервната скамейка. Именно неговото добро представяне изстрелва отбора на второ място във временното класиране на Segunda Division.
След дълго лечение на разтегнато сухожилие се завръща към активната си спортна кариера, тренирайки в Sabadell F.C.. През 2005 г. е забелязан от скаутите на Real C.D. España, по-късно преминава в отбора през зимния трансферен прозорец. Играе 3 години, вкарвайки 15 гола в 67 мача. През 2009 г., когато е на 20 г., дебютира за отбора на Real Sociedad B, преминавайки за колосалната сума от 360 000 евро. Изиграва 180 мача, отбелязва 24 гола и прави 12 асистенции. През 2011 г. в мач срещу Real Oviedo е тежко контузен от вратаря Oinatz Aulestia, който в опитите си да парира топката удря тежко главата му.
| Отбор           | Мачове | Голове |
| --------------- | ------ | ------ |
| СД Гуадалахара  | 24     | 9      |
| Реал С.Д.Еспаня | 67     | 15     |
| Реал Сосиедад B | 180    | 24     |